# Lucile Boulanger

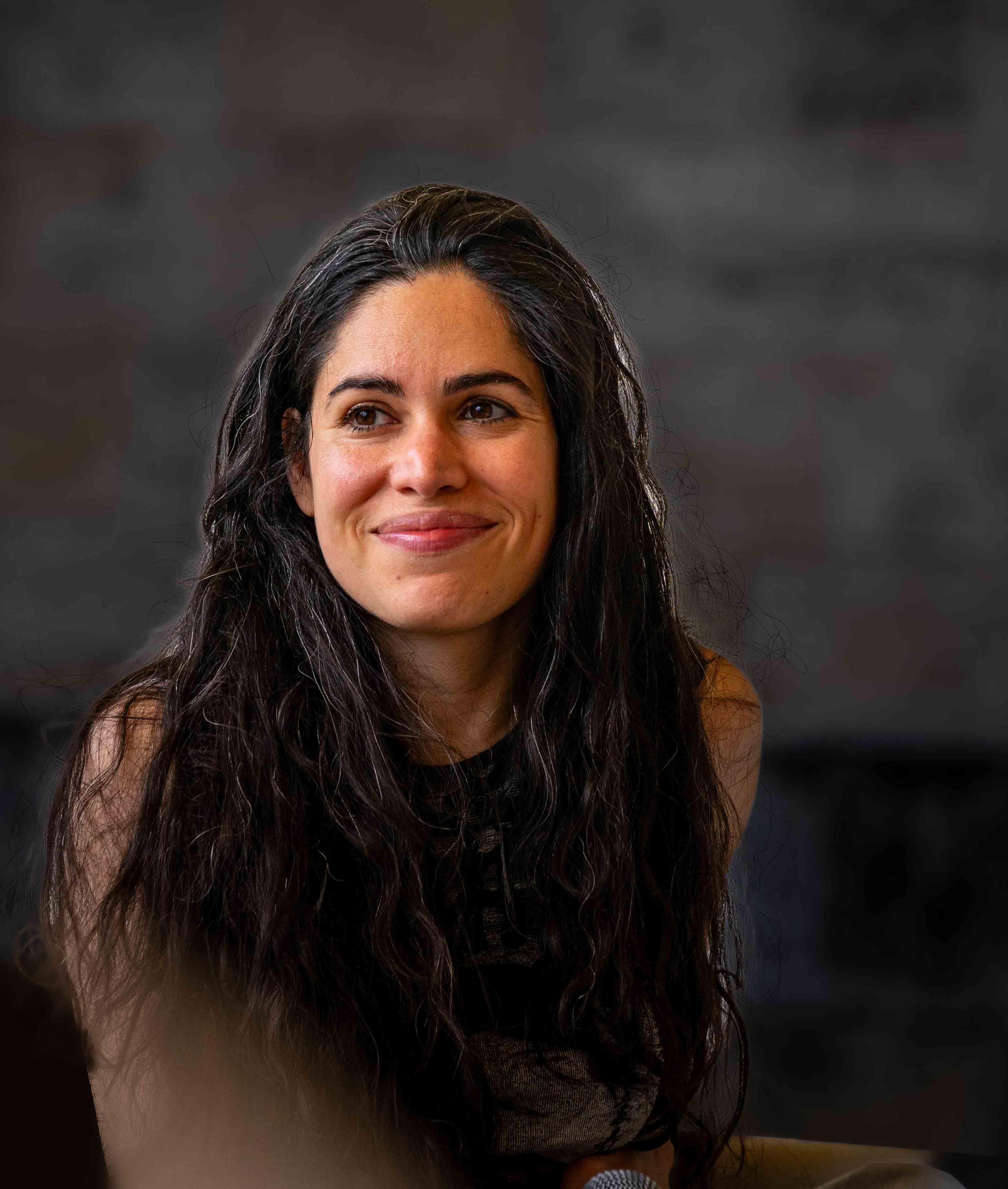
Lucile Boulanger

Lucile Boulanger (* 1986) ist eine französische Gambistin und Schauspielerin.

## Leben
Lucile Boulanger begann im Alter von fünf Jahren mit dem Spielen der Viola da Gamba. Sie studierte am Regionalkonservatorium (CNR) Paris bei Ariane Maurette. Anschließend setzte sie ihr Studium am CNR Cergy bei Jérôme Hantaï fort und trat schließlich in die Klasse von Christophe Coin am Pariser Konservatorium ein, wo sie 2009 ihr Diplom „mit Auszeichnung“ erhielt. Im selben Jahr gewann sie als erste Preisträgerin den internationalen Bach-Abel-Wettbewerb in Köthen.
Sie tritt international mit zahlreichen Ensembles als Kammermusikpartnerin auf wie z. B. mit Philippe Pierlot und Christophe Rousset oder als Solistin bei größeren Ensembles. Das BBC-Music-Magazine bezeichnete sie als die Jacqueline du Pré der Viola da Gamba.
Lucile Boulanger war in den 2000er Jahren als Synchronsprecherin tätig. Sie lieh unter anderem in der französischen Serie Dora l’exploratrice Lilly Truscott, Hannah Montanas Freundin und Komplizin, ihre Stimme.

## Auszeichnungen
- 2004: 1er Prix des Conservatoire National de Région de Paris
- 2009: Erster Preis des Bach-Abel-Wettbewerbs in Köthen und zwei Sonderpreise
- 2011: 3e Prix des concours international des Festival de musique ancienne in Brügge

## Einspielungen
- 2012: Bach: Sonate a Cembalo e Viola da Gamba (Alpha)
- 2013: My precious manuscript: fantastic sonatas from England to Germany (Alpha)
- 2015: Trios for Fortepiano & Viola da Gamba (Alpha)
- 2022: Soloalbum; Bach & Abel (Alpha)

## Filmographie
- 1992: La Place du père; die sechsjährige Anne
- 1994: Une nounou pas comme les autres; Ludivine
- 1995: Une nana pas comme les autres;  Ludivine
- 2001: Annie & Quincy (achtteilige Filmserie); Amy Winehouse